# Festa do Quiririm

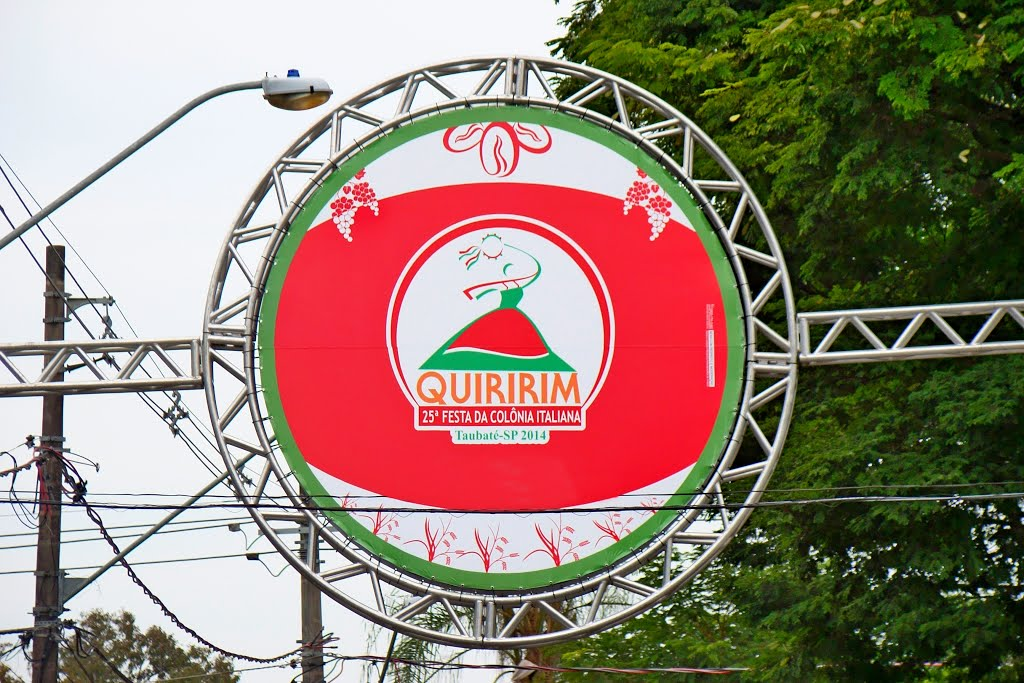
25ª Festa de Quiririm (2014).

A Festa do Quiririm, ou Festa da Colônia Italiana do Quiririm, é uma festa popular que acontece todos os anos no mês de abril em Quiririm, distrito de Taubaté, no interior de São Paulo.
Nos seis dias de festa, o distrito se transforma em um palco de extensa apresentação gastronômica com muita comida típica italiana, várias atrações artísticas como dança, desfile e grupos teatrais.
Uma das tradições é eleger no dia da abertura a Rainha da Festa, através de uma votação organizada pela comissão do evento.

## História
A festa teve início em 1989 para comemorar os cem anos da imigração italiana no Brasil. Começou com uma quermesse, um almoço de domingo apenas. A partir da primeira edição a festa cresceu e se tornou um grande evento, que hoje é considerado o terceiro maior do Estado de São Paulo.
Quiririm é considerada a maior colônia italiana do interior de São Paulo e se destaca pela gastronomia. Não podiam imaginar que, depois de 100 anos, estariam mudando o rumo da história. Quiririm, de Colônia Agrícola passou a Distrito Gastronômico.
A festa é organizada pelos moradores do local, uma característica marcante, pois toda comunidade se reúne no preparo artesanal das comidas tipicas italianas. Nas primeiras edições contava apenas com três barracas: de polenta, pizza e macarrão. O público não passava de duzentas pessoas. Atualmente são 28 barracas de comida, das quais 24 de massas típicas e 4 de doces, e um público estimado de 400 mil pessoas.
Em 2014, a festa teve uma edição especial, 25 anos, com várias atrações comemorativas dos 125 anos da imigração italiana ao Brasil.